# Дуглас, Сьюззанн
Сью́ззанн Ду́глас (англ. Suzzanne Douglas; 12 апреля 1957, Чикаго, Иллинойс — 6 июля 2021, Мартас-Винъярд, Массачусетс) — американская актриса.
Она родилась и выросла в Чикаго и окончила Иллинойсский университет, после чего начала карьеру на театральной сцене, выступая в мюзиклах.
Дуглас появилась в нескольких кинофильмах, включая «Степ» (1989), «Цепь желания» (1992), «Я согласен на всё» (1994), «Чернильница» (1994), «Узы братства» (1994), «Увлечение Стеллы» (1998) и «Школа рока» (2003). Наибольшей известности она добилась благодаря роли матриарха семейства в афро-ситкоме The WB The Parent 'Hood, где снималась с 1995 по 1999 год. Ранее она играла ведущую роль в недолго просуществовавшем сериале Fox «Против закона» (1990—1991). Также Дуглас в разные годы появилась в «Шоу Косби», «Полиция Нью-Йорка», «Паркеры», «Закон и порядок: Специальный корпус», «Закон и порядок: Преступное намерение» и «Хорошая жена». У неё также были периодические роли в «Я улечу», «Прикосновение ангела» и его спин-оффе «Земля обетованная». В 2015 году Дуглас сыграла мать Уитни Хьюстон в телефильме канала Lifetime «Уитни».

## Избранная фильмография
| Год  |   | Русское название     | Оригинальное название | Роль        |
| ---- | - | -------------------- | --------------------- | ----------- |
| 2019 | с | Когда они нас увидят | When They See Us      | Грейс Каффи |